# یاکوبوس هنریکوس وانت‌هوف
یاکوبوس هنریکوس وانت‌هوف (به هلندی: Jacobus Henricus van 't Hoff) (زاده ۳۰ اوت ۱۸۵۲ – درگذشته ۱ مارس ۱۹۱۱) فیزیک‌دان و شیمی‌دان آلی هلندی بود.
او در سال ۱۹۰۱ به خاطر کشف قوانین دینامیک شیمیایی و فشار اسمزی در محلول‌ها موفق به کسب نخستین جایزه نوبل شیمی شد.